# 三清乡 (南部县)
三清乡，是中华人民共和国四川省南充市南部县曾经下辖的一个乡。2019年10月，撤销三清乡，将其所属行政区域划归长坪镇管辖。

## 行政区划
三清乡撤销前下辖以下地区：
桡片村、罗寂村、宝瓶村、乐垭村、积极村、南垭村、真相村、庞家村、钟山村、元坝村、檬树村和大锣村。